# Steve Kudlow
Steven Barry "Lips" Kudlow (Toronto, Canadá, 2 de marzo de 1956) es un músico canadiense, vocalista y guitarrista líder de la banda de heavy metal Anvil, agrupación que fundó junto al baterista Robb Reiner en 1978.

## Carrera
La primera encarnación se Anvil se dio en 1973 en Toronto, cuando Kudlow empezó a hacer música con su amigo Robb Reiner. Se conocieron mediante el guitarrista Marty Hoffman, pero se disolvieron rápidamente debido a diferencias musicales. En 1978, la primera alineación oficial de la banda incluía a Kudlow (voz, guitarra), Reiner (batería), Dave "Squirrely" Allison (voz, guitarra) y Ian "Dix" Dickson (bajo). En ese momento, la banda se llamaba "Lips", cambiando definitivamente su nombre en 1981 a Anvil.
Aunque gozó de reconocimiento en los años 1980, nunca pudo situarse en el estrellato de bandas del mismo género como Metallica, Iron Maiden o Judas Priest. Todo esto queda resumido en la película Anvil! The Story of Anvil, producción cinematográfica lanzada en el año 2009, que se encargó de dar un impulso a la carrera de la agrupación.

## Vida personal
Kudlow ha trabajado como conductor de un camión que se encarga de transportar alimentos para un hogar de niños. Al contrario de muchas estrellas de rock, Lips ha tenido que desempeñarse en otro tipo de oficios para sobrevivir.

## Discografía

### Con Anvil
- Hard 'n' Heavy (1981)
- Metal on Metal (1982)
- Forged in Fire (1983)
- Strength of Steel (1987)
- Pound for Pound (1988)
- Worth the Weight (1992)
- Plugged in Permanent (1996)
- Absolutely No Alternative (1997)
- Speed of Sound (1999)
- Plenty of Power (2001)
- Still Going Strong (2002)
- Back to Basics (2004)
- This Is Thirteen (2007)
- Juggernaut of Justice (2011)
- Hope in Hell (2013)
- Anvil Is Anvil (2016)
- Pounding the Pavement (2018)
- Legal at Last (2020)